# Refuge de Valerette
Das Refuge de Valerette (deutsch Valerettehütte) ist eine Schutzhütte des Vereins Amicale de Valerette in den Savoyer Alpen im Kanton Wallis in der Schweiz.

## Lage und Betrieb
Die Hütte befindet sich auf 2030 m ü. M. unterhalb des Gipfels des Dent de Valerette (2058 m), nördlich der Cime de l’Est der Dents du Midi, auf dem Gebiet der Gemeinde Vérossaz.

## Geschichte
Die Schutzhütte wurde 1989 von Mitgliedern des Skiclubs Choëx anlässlich seines 50-jährigen Bestehens gebaut. 2012 fegte ein starker Föhnsturm das Dach und einen Teil der Hütte weg.
2013 wurde ein Verein unter dem Namen "Amicale de Valerette" gegründet, um die Hütte im Sinne der Protagonisten von 1989 wieder aufzubauen. Die kleine Hütte wurde 2015 vom Verein aufgebaut, der auch für den Unterhalt und die Instandhaltung der Hütte verantwortlich ist.
Die Tageshütte hat einen Aufenthaltsraum mit 12 Plätzen, einen grossen Tisch, Bänke und einen Ofen, aber keine Schlafgelegenheit.
Der Dent de Valerette ist Ziel für Wanderungen und Skitouren. Seine geografische Lage bietet ein Panorama vom Genfer Sees und Chablais, mit Blick auf die Muveran- und Dents-de-Morcles-Massivs und einige 4000er Gipfel der Walliser Alpen. Das Refuge de Valerette ist seit 1989 Gastgeberin des Valerette-Altiski-Rennens.

## Zustiege
- Von der Auberge de Chindonne (1602 m ü. M.) in 1 Stunde Gehzeit.[3]
- Von Vérossaz (468 m ü. M.) in etwa 4 ½ Stunden.

## Nachbarhütten
- Refuge des Dents du Midi, 2884 m ü. M., nicht bewartet
- Refuge de Chalin, 2595 m ü. M., nicht bewartet
- Cabane de Susanfe, 2102 m ü. M., bewartet

## Kartenmaterial
- Schweizer Bundesamt für Landestopografie swisstopo: Topografische Karten LK 1:50’000, Blatt 272 Saint-Mauricee. LK 1:25’000, Blatt 1304 Val d’Illiez.